# لسکووتس (استان مونتانا)
لسکووتس (به بلغاری: Leskovets) یک منطقهٔ مسکونی در بلغارستان است که در شهرستان برکوویتسا واقع شده‌است.